# Santos Athlético Clube do Pará
Santos Athlético Clube do Pará é um clube profissional de futebol brasileiro, da cidade de Castanhal, no estado do Pará.[carece de fontes?] Atualmente, disputa a Série A2 do Campeonato Paraense, tendo inclusive formalizado uma parceria com o clube homônimo do Amapá.
Fundado em 23 de abril de 2021 no município de Moju, tem como presidente Luciano Marba Silva, que já exercera a função no Santos-AP entre 2011 e 2015, além de ter sido o treinador em curtas passagens. Seu melhor desempenho foi em 2023, quando chegou até as semifinais da Série B1 - foi eliminado nos pênaltis pelo Santa Rosa (3 a 1).
Manda seus jogos no estádio Complexo Esportivo do Japiim, com capacidade para 700 lugares. Usou ainda os estádios Janjão (Moju), Francisco Vasques e CEJU (ambos em Belém) para as partidas como mandante.

## Elenco profissional
Atualizado em 4 de dezembro de 2024.
Legenda
- : Capitão
- : Prata da casa (Jogador da base)
- : Jogador lesionado/contundido

## Participações no Campeonato Paraense

### Campeonato Paraense de Futebol - Série B
| 2021 | 2022 | 2023 | 2024 |
| 20º  | 12º  | 3º   | 13º  |

## Treinadores
- Élcio do Rosário (2021)
- Breno Nery (2022–)